# Maczeta

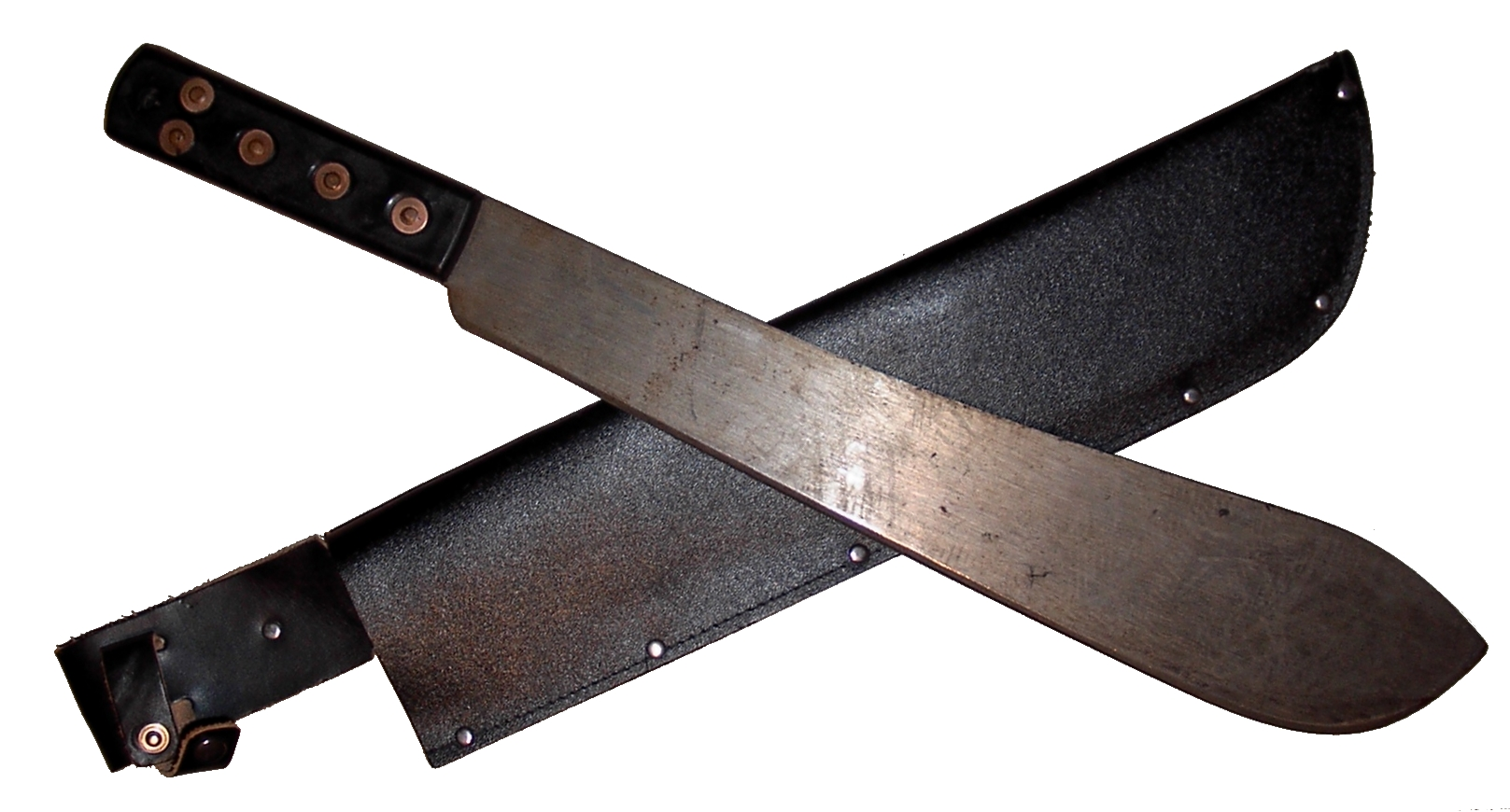
Maczeta z pochwą

Maczeta (hiszp. Machete) – rodzaj długiego, bardzo szerokiego noża podobnego do tasaka, używanego w Ameryce Południowej i Środkowej oraz w Afryce do wyrąbywania ścieżek w tropikalnej dżungli, a także na plantacjach do ścinania trzciny cukrowej.
W XIX wieku w Gwatemali maczeta służyła również do wykonywania dekapitacji sądowej.

## Odniesienia w kulturze
- Maczeta występuje na fladze i godle Angoli.
- „Maczeta” (ang. Machete) stanowi pseudonim głównego bohatera filmów Roberta Rodrigueza: Maczeta i Maczeta zabija.

## Kwestie prawne w Polsce
W Polsce wg Ustawy z dnia 21 maja 1999 r. o broni i amunicji maczeta nie jest zaliczana do broni białej, na którą wymagane jest pozwolenie na broń, a jej posiadanie nie wiąże się z żadnymi restrykcjami. Mimo to, maczeta wzmiankowana jest w art. 50a kodeksu wykroczeń, jako niebezpieczne narzędzie którego posiadanie w miejscu publicznym (gdy okoliczności jego posiadania wskazują na zamiar użycia go w celu popełnienia przestępstwa) może wiązać się z aresztowaniem, ograniczeniem wolności lub grzywną (minimum 3000 zł).
| Art. 50a. |
| § 1. Kto w miejscu publicznym posiada nóż, maczetę lub inny podobnie niebezpieczny przedmiot, a okoliczności jego posiadania wskazują na zamiar użycia go w celu popełnienia przestępstwa, podlega karze aresztu, ograniczenia wolności albo grzywny nie niższej niż 3000zł. |
| § 1a. Tej samej karze podlega, kto będąc uczestnikiem przejazdu zorganizowanej grupy uczestników masowej imprezy sportowej, posiada przedmioty określone w § 1 lub wyroby pirotechniczne.                                                                                    |
| § 2. W razie popełnienia wykroczenia określonego w § 1 lub 1a orzeka się przepadek przedmiotów stanowiących przedmiot wykroczenia, choćby nie stanowiły własności sprawcy.                                                                                                   |

Za użycie takiego narzędzia w bójce lub pobiciu art. 159 kodeksu karnego grozi pozbawieniem wolności od 6 miesięcy do lat 8.